# Стерностомоз
Стерностомоз (Sternostomosis) — акариаз птиц, таких как амадины гульда, канарейки, попугаи, вызванный паразитированием клеща Sternostoma tracheacolum.

## Этиология
Возбудитель — трахейный клещ Sternostoma tracheacolum (Lawrence, 1948), сем. Rhinonyssidae, отр. Mesostigmata.  Размер паразитов: 0,2–0,3 мм ширина, 0,4–0,6 мм длина. Жизненный цикл от яйца до взрослого клеща длится от 14 до 21 дня, иногда за менее чем 6 суток.
Клещ паразитирует на певчих и декоративных птицах.
Заражение происходит воздушно-капельным путём и через загрязнённую воду.

## Клиническая картина
Инкубационный период — около одного месяца.
Клещи паразитируют в воздухоносных мешках, реже в трахее и бронхах, в полостях костей. Клещ вызывает воспаление, повреждения, паразитарные узелки и кровоподтёки в верхних дыхательных путях, ведущих к пневмонии и смерти птицы.
При низкой инвазии болезнь протекает бессимптомно, при высокой инвазии появляется одышка, кашель, несмотря на обильное питание, птица худеет, иногда наступает внезапная гибель от удушья.
Больные птицы часто открывают клюв, тяжёлое свистящее дыхание. В тяжёлых случаях происходит обструкция дыхательных путей, спровоцированная слизью и ведущая к смертельному исходу.
При вскрытии выявляется, что трахея, лёгкие, бронхи, воздухоносные мешки поражены большим количеством клещей, перемешанных с яйцами и выделениями.